# Simulatore navale professionale

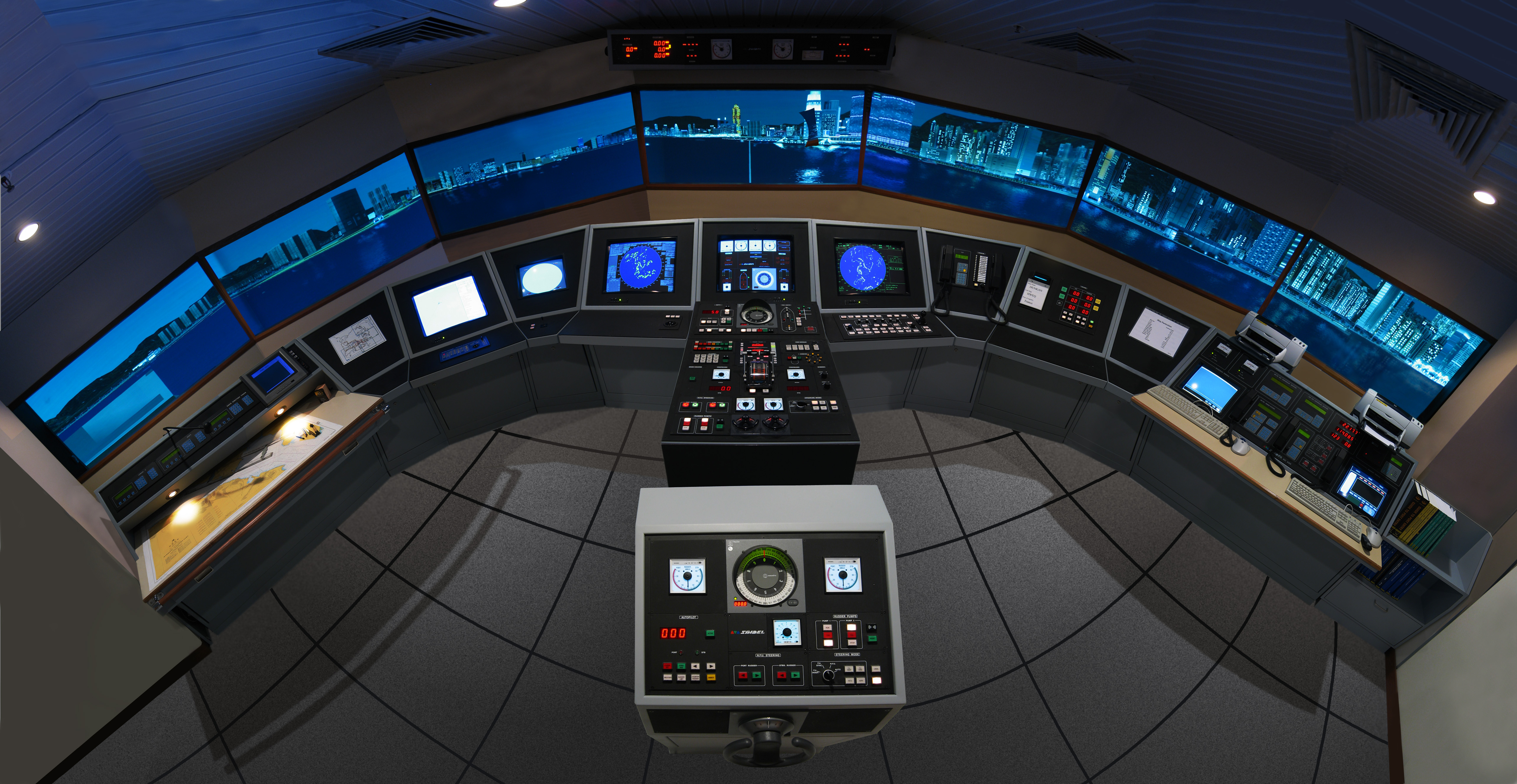
Un simulatore navale

Per simulatore navale professionale si intende un sistema meccanico, opto-meccanico o informatico atto a riprodurre un locale operativo (plancia, sala macchine ecc…) di una unità navale, che permetta l'interazione coerente con l'ambiente virtuale simulato, e che serva ad addestrare il personale imbarcato in particolar modo all'esecuzione di tutte quelle operazioni il cui svolgimento nella realtà comporterebbe un rischio troppo elevato per l'incolumità delle cose e delle persone.
Ad esempio l'addestramento alla manovra in acque ristrette o all'ormeggio, se fatto esclusivamente dal vero, comporterebbe il rischio, inaccettabile, di mandare la nave in secca o di farla urtare in banchina, provocando ingenti e costosi danni e rischiando l'incolumità del personale imbarcato.
Inoltre i simulatori navali professionali consentono anche di addestrarsi in sicurezza alla condotta delle navi in casi di condizioni meteorologiche particolarmente sfavorevoli.

## Storia
Anche se dei rozzi simulatori di apparati meccanici  vennero  sviluppati dall'Antisubmarine Warfare Operations Research Group e dal Naval Ordnance Laboratory durante il corso della seconda guerra mondiale, dei veri simulatori di nave  cominciarono ad apparire solo al termine del conflitto, agli inizi del 1945. Nel novembre dello stesso anno l'Università della California  presentò un simulatore limitato, che riproduceva  il solo centro informazioni di combattimento di una nave. Questo dispositivo conosciuto come  Electronic Naval Warfare Simulator, venne all'attenzione del Capo delle Operazioni Navali, ammiraglio Ernest J. King, che in seguito  diresse personalmente il progetto di sviluppo del primo simulatore di guerra navale. 
Nel 1952, la RAND Corporation, abbracciò la causa della simulazione dell'interazione uomo-macchina creando  il primo  vero simulatore di nave noto con il nome di "Systems Research Laboratory". Questo simulatore fu costruito da un team di scienziati comportamentali per studiare i metodi ottimali di addestramento  col fine di migliorare le prestazioni di un equipaggio. Un modello successivo, chiamato “Logistic Simulation Laboratory”, fu in seguito realizzato con lo scopo di mettere a punto e ottimizzare i metodi di gestione dei trasporti, aprendo così ad un ulteriore sviluppo della tecnologia di simulazione anche per scopi civili.
Dalla  metà degli anni novanta, con la diffusione sempre maggiore dei Personal Computer e più in generale dell'elettronica di consumo, i simulatori navali professionali si sono evoluti diventando molto più di un semplice strumento di insegnamento. Dei simulatori navali sono correntemente impiegati presso la US Merchant Marine Academy, presso l'US Naval Academy nonché presso diverse scuole marittime private, e sono attualmente richiesti dalle normative internazionali come mezzi per la formazione e l'aggiornamento periodico degli equipaggi  a bordo di mercantili e navi passeggeri.

## Attuali utilizzi militari
Per quanto riguarda il settore militare, oltre alla simulazione delle centrali operative di combattimento, dei locali sonar e delle sale macchine di singoli vascelli, anche sistemi sempre più  complessi, noti come “joint warfare simulators”, cominciano ad essere impiegati  dalle principali marine militari del mondo per l'addestramento del personale sia di singole unità navali che di  complessi coordinati di navi, aerei ed elicotteri, da impiegare in operazioni inter-forze e nei giochi di guerra.